# فيرنون لي
فيرنون لي (بالإنجليزية: Vernon Lee)‏ (14 أكتوبر 1856، بولوني سور مير في فرنسا - 13 فبراير 1935، فلورنسا في إيطاليا)؛ روائية بريطانية.

## روابط خارجية
- فيرنون لي على موقع الموسوعة البريطانية (الإنجليزية)
- فيرنون لي على موقع قاعدة بيانات برودواي على الإنترنت (الإنجليزية)